# Junonia walkeri
Junonia walkeri är en fjärilsart som beskrevs av Butler 1901. Junonia walkeri ingår i släktet Junonia och familjen praktfjärilar. Inga underarter finns listade i Catalogue of Life.